# Промышленное производство

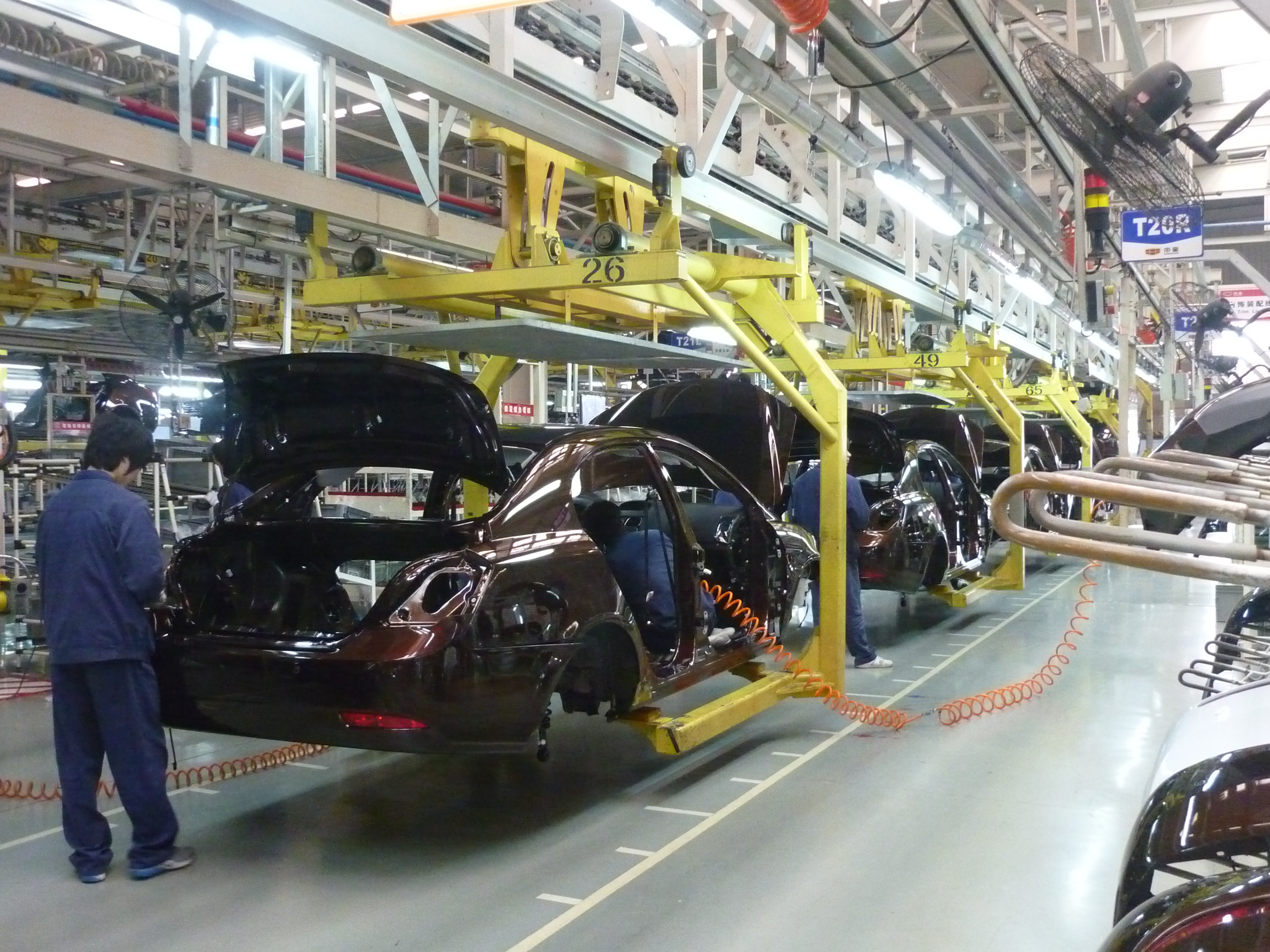
Производство автомобилей в Китае

Промышленное производство (англ. Industrial production) — производство материальных ценностей (промышленной продукции) с использованием машин, инструментов и привлечением рабочей силы.

## Терминология
Термин «промышленное производство» наиболее широко применяется для определения процесса преобразования сырья в готовую продукцию под воздействием механической, термической, химической или иной обработки. Обычно промышленное производство ориентировано на создание большого количества одинаковой продукции (носит массовый характер). Но это могут быть и уникальные (искусственные) образцы или небольшие партии. Промышленное производство отличается от ремесла и кустарного производства значительно большей механизацией и автоматизацией, что ликвидирует зависимость свойств конечного продукта от мастерства рабочих, непосредственно занятых на производстве. Назначение готовых изделий не имеет значения — они могут быть проданы другим производителям, или оптовикам, или даже конечным потребителям. Могут существовать и нестандартные способы промышленного производства — такие как, например, префабрикация.
Современное промышленное производство включает в себя все промежуточные процессы, необходимые для создания и объединения всех компонентов конечного продукта.
Производственный сектор тесно связан с инженерной разработкой и промышленным дизайном.
Промышленному производству часто противопоставляют сельское хозяйство, где главным средством производства является земля, и которое сильно зависит от природных условий.

## История и развитие
В доиндустриальном мире производство обычно осуществлял один опытный ремесленник с помощниками и учениками. Постепенно ремесленники начали объединяться в цеха. Совместные действия позволяли более эффективно отстаивать свои интересы, сохранять производственные секреты. Но в плане производства ремесленники оставались самостоятельными отдельными единицами.

### Промышленная революция в Англии

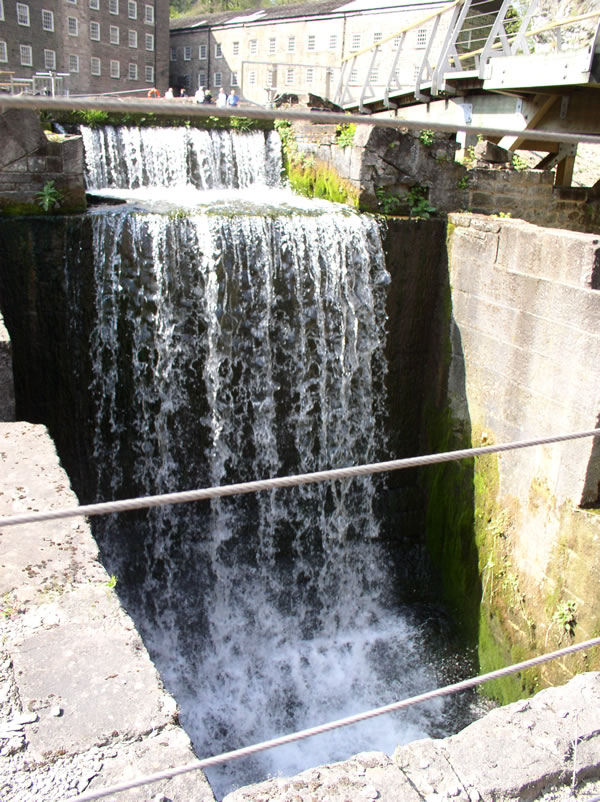
Каскад водосброса, где стояло водяное колесо фабрики Аркрайта

В разных странах с XIV века предпринимались попытки механизации промышленного производства, однако этот процесс наталкивался на сопротивление цехов, не заинтересованных в усилении конкуренции. В итоге толчок промышленной революции дало производство в Англии текстиля из хлопка, в котором не сложилась цеховая традиция. После изобретения в 1733 году Джоном Кеем «летающего челнока» вдвое выросла производительность труда ткачей, что привело к дефициту пряжи. Решая эту проблему, в 1765 году плотник Джеймс Харгривс сконструировал механическую прялку «Дженни», позволившую увеличить выработку пряжи в 20 раз. В результате пряжи стало больше, чем могли обработать ткачи с имеющимся уровнем механизации. В ответ в 1784 году появился ткацкий станок Эдмунда Картрайта, обеспечивавший уже в 40 раз более высокую производительность. Одновременно шло совершенствование процесса с точки зрения источников энергии. В 1771 году Ричард Аркрайт основал первую фабрику, на которой прядильные машины приводились в действие водяным колесом, а после создания в 1784 году паровой машины Уатта промышленные предприятия перестали зависеть и от движущей силы текущей воды и начали возникать по всей Англии. За первые два десятилетия после появления фабрики Аркрайта количество механизированных фабрик в Англии достигло 150. В 1785 году началось промышленное применение каменного угля — первоначально для производства чугуна, — и с этого момента угледобыча стала превращаться в одну из основных отраслей экономики.
К 1840-м годам в Англии, прозванной «мастерской мира», производилось свыше половины мирового производства металла и хлопчатобумажных тканей и бо́льшая часть производства машин. Попытки других стран закрыть границы для дешёвых английских товаров получили ответ в форме провозглашения Англией принципа свободы торговли. Британцы начали борьбу против протекционизма и высоких таможенных тарифов, в отдельных случаях не останавливаясь перед применением военной силы. Её военное превосходство также стало продуктом промышленной революции, обеспечившей страну мощным паровым военным флотом.

### Начало развития промышленного производства в других странах
В итоге оказалось, что противостоять английской гегемонии можно лишь включившись с ней в индустриальную гонку. Во Франции первые фабрики начали возникать в 1830-е годы, но толчок индустриализации дала лишь экономическая политика Наполеона III, правительство которого предоставляло низкопроцентные кредиты промышленникам. За время правления Наполеона III мощность паровых машин во Франции выросла впятеро, производство чугуна втрое, важнейшим пунктом экспорта стали шёлковые ткани. Тем не менее по общему объёму промышленного производства Франция к 1870 году всё ещё в 3 раза уступала Англии.
В период между 1850 и 1870 годами начался промышленный бум и в Германии, до этого остававшейся преимущественно аграрной. Среди факторов, сдерживавших индустриализацию, была раздробленность Германии на мелкие феодальные государства. За 20 лет мощность паровых машин в Германии увеличилась в 9 раз, обогнав французские показатели, однако и Германия отставала от Англии по объёмам промышленного производства в 2,5 раза.
США, в первой половине XIX века ставшие главным мировым поставщиком хлопкового сырья, в это время оставались в основном аграрной страной. Немногочисленные хлопковые фабрики, построенные в 1810-е годы в северных штатах, не могли конкурировать с английскими, в частности из-за более высокой стоимости производства, и обеспечивать их рентабельность хотя бы за счёт внутреннего рынка приходилось с помощью высоких таможенных тарифов. В 1840-е годы, однако, освоение земель на западе континента повлекло за собой массовую иммиграцию (до 100 тысяч человек в год). Часть иммигрантов оседала на востоке, становясь промышленными рабочими.
В России промышленное производство стало развиваться после отмены крепостного права, высвободившей большие человеческие ресурсы. В итоге Россия, в конце XVIII века занимавшая первое место в мире по производству металла, не только уступила лидерство Англии, но и отстала от неё больше чем в 10 раз, отставание же по производству хлопчатобумажных тканей в 1859 году было 20-кратным.

### Вторая технологическая революция
Промышленная революция в Англии привела к стремительному росту пролетариата, поначалу нищего и бесправного, но вскоре начавшего коллективную борьбу за свои права. Несмотря на жёсткое противодействие фабрикантов, эта борьба принесла некоторые плоды уже к середине XIX века, когда был принят закон о 10-часовом рабочем дне. Расширение избирательного права в 1867 и 1885 годах повлекло за собой дальнейшие социальные реформы — в частности, постепенный рост заработной платы, за вторую половину века выросшей втрое в реальном исчислении. Падение доходов в Англии побудило промышленников к переносу производства в другие страны, где социальная защита не достигла такого уровня. К началу Первой мировой войны инвестиции британских промышленников в производство в других странах составили 4 млрд фунтов стерлингов, а принадлежавшие им заокеанские фабрики (в основном в британских колониях и США) приносили в 4 раза больше прибыли, чем предприятия в метрополии.
Ряд изобретений второй половины XIX века обеспечил так называемую вторую технологическую революцию. Главными её факторами были электрификация, изобретение двигателя внутреннего сгорания, внедрение химических красителей и минеральных удобрений, усовершенствование производства стали, а также развитие новых видов связи — телеграфа и телефона. Соответственно, развитие получили новые отрасли промышленности — сталелитейная, химическая, автомобильная, электротехническая. Развитие транспорта, в том числе морского и железнодорожного, привело к расширению мирового рынка сбыта. Многие европейские страны в этот период в значительной мере отказались от собственного сельского хозяйства, отныне покупая продукты питания на деньги, вырученные за товары промышленного производства; поставщиками дешёвого зерна стали для них США и Россия, обладавшие значительными земельными ресурсами.
Новая волна модернизации в первую очередь затронула Германию и США: если за период с 1870 по 1814 год промышленное производство в Англии выросло в 2,4 раза, а во Франции в 3 раза, то в Германии в 6, а в США — в 8 раз. К 1914 году Германия перегнала Великобританию по общим объёмам промышленного производства, а в новых отраслях, в том числе сталелитейной промышленности, имела уже более чем двукратное преимущество. В США, принявших за этот же период 30 миллионов иммигрантов, производилась треть мировой промышленной продукции. Промышленное производство в России за период с 1860 по 1914 год сумело несколько сократить отставание от ведущих индустриальных держав, в частности, догнав Францию (при впятеро большем общем населении — из 180 миллионов жителей в промышленности к 1914 году были заняты 4 миллиона). Однако отставание от Германии оставалось большим: по производству стали Россия проигрывала Германии почти в 4 раза, угля — более чем в 5 раз, хлопчатобумажных тканей — вдвое.

### Между мировыми войнами

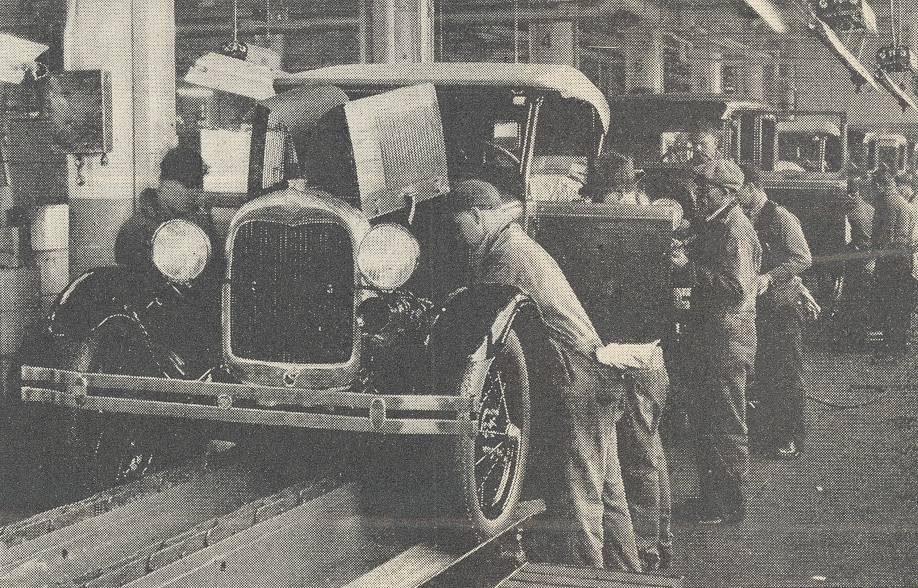
Сборочная линия на заводе Форда, 1928 год

В годы Первой мировой войны державы Антанты, которым не хватало собственных ресурсов, в больших количествах закупали военные материалы в США. Результатом стало стремительное расширение промышленного производства в этой стране: за военные годы объём промышленного производства в США вырос в 2,5 раза. В 1920 году Соединённые Штаты произвели 60 % мировой стали — 42 млн т. Послевоенный кризис, однако, привёл к сокращению производства на треть. В 1920-е годы значительное развитие получила автомобильная промышленность: с 1921 по 1928 год количество автомобилей, выпускаемых в США, выросло с 1,5 до 4,8 миллиона — последний показатель составлял 3/4 общемирового выпуска автомашин. Такой рост стал возможен благодаря механизации производства с помощью конвейерной сборки, впервые введённой Генри Фордом ещё до Первой мировой войны.
Война нанесла тяжёлый удар промышленности Германии как главной проигравшей стороны. Зарубежные рынки оказались закрыты для немецких промышленников, а новые налоги, введённые, чтобы обеспечить выплату репараций, удорожали немецкие товары и на внутреннем рынке, подрывая конкурентоспособность местных предприятий. В послевоенной России (с 1920-х годов — Советский Союз) промышленное производство пострадало из-за революции. Его развитие сдерживалось нехваткой средств, которые могли быть выручены за счёт продажи за рубеж сельскохозяйственной продукции, однако низкие государственные закупочные цены не устраивали крестьян, отказывавшихся продавать по ним зерно.
К концу 1920-х годов произошло перенасыщение рынка развитых стран товарами, что привело к Великой депрессии. В ходе мирового экономического кризиса в США вдвое упали объёмы производства, пострадало и американское сельское хозяйство. В Германии к 1932 году уровень безработицы достиг 50 %. С целью преодоления кризиса в США был принят так называемый «Новый курс», в рамках которого заметно усилился государственный контроль над промышленным производственным процессом. В 1933 году был принят Национальный закон о восстановлении промышленности, нормировавший уровень цен, рынки сбыта, длину рабочего дня и размер заработной платы для предприятий; была также введена система коллективных договоров. На докризисный уровень производства Соединённые Штаты вышли к 1939 году.
В Германии и СССР кризис производства также ликвидировался государством, но в ещё более крайних формах. В Германии после прихода к власти нацистов, обещавших обеспечить работой каждого немца, произошла скрытая национализация промышленности, введены государственные планы, собственники предприятий фактически превратились в управляющих, подчинявшихся указаниям из Берлина. К 1939 году промышленное производство в Германии превысило довоенные показатели на 40 %, особенно бурно прогрессировал военно-промышленный комплекс. В СССР с целью изъятия сельскохозяйственной продукции у крестьян была проведена коллективизация, а на средства, выручаемые от продажи продуктов за границы, развёрнуто строительство промышленных предприятий. За период с 1928 по 1940 год были созданы несколько тысяч фабрик и заводов, объём промышленного производства превысил довоенные показатели в 8,5 раз и проблизился к немецкому, хотя по-прежнему значительно уступал американскому.
В Великобритании и Франции приход к власти социалистических партий в 1920-е годы привёл к совершенствованию системы социальных гарантий, результатом чего стало снижение рентабельности производства для владельцев предприятий и отток капитала за границу. Эти страны легче, чем США и Германия, пережили Великую депрессию, но и рост промышленного производства в них шёл более низкими темпами: в общей сложности к началу Второй мировой войны объём продукции, производимой британской и французской промышленностью, вырос по сравнению с 1913 годом, лишь на 20—30 %.

### После Второй мировой войны
Вторая мировая война обернулась значительным ущербом промышленности европейских и некоторых других стран. В Восточной Европе и Китае в послевоенные годы пришедшие к власти коммунисты по примеру СССР организовали коллективизацию сельского хозяйства и дальнейшую индустриализацию этих в прошлом аграрных странах. В Великобритании и Франции некоторые отрасли промышленности были национализированы, однако главную роль в восстановлении экономики Западной Европы сыграла массовая американская помощь в рамках плана Маршалла.
В США, в отличие от Европы, промышленность не только не пострадала, но и получила заметное подспорье в виде военных заказов. За военные годы объём промышленного производства в США удвоился, и в 1945 году страна обеспечивала 55 % мировой промышленной продукции и 40 % мирового экспорта промышленных товаров. В дальнейшем, однако, рост производства в США затормозили введение социальных программ и высокие налоги на производителей. Снижение прибылей лишало предпринимателей стимула к наращиванию производства. В итоге объём промышленного производства в США с 1950 по 1970 год вырос вдвое, тогда как во Франции он увеличился в 3 раза, а в Федеративной Республике Германии — в 4,5.

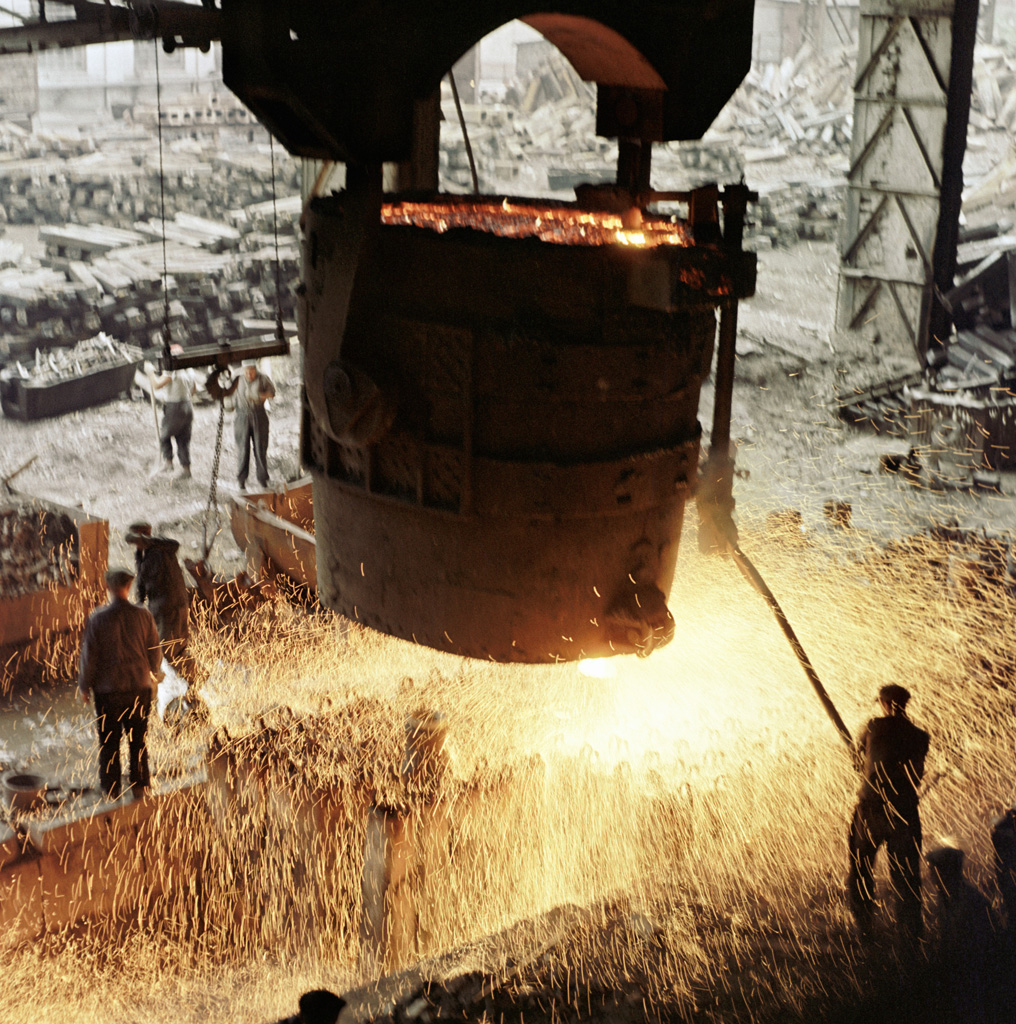
Доменный цех Краматорского металлургического комбината, 1968 год

Германия благодаря успешной реализации плана Маршалла и реформам Эрхарда, стимулировавшим рост производства, восстановила его объёмы уже к 1950 году, а два десятилетия спустя сместила США с позиции лидера мирового экспорта, превратившись в очередную «мастерскую мира». Страна в больших количествах ввозила сырьё, поставляя на экспорт готовую промышленную продукцию. В Великобритании, напротив, высокая ставка налога на прибыль и общий сдвиг экономики в сторону «государства всеобщего благосостояния» привели к достаточно медленному росту производства: с 1950 по 1970 год объём промышленной продукции вырос лишь на 70 % — худший показатель среди развитых стран.
В СССР в регионах, захваченных военными действиями, промышленное производство после войны сократилось втрое по сравнению с довоенным уровнем, огромные потери страна понесла и с точки зрения человеческих ресурсов. Послевоенное восстановление хозяйства затронуло промышленность в первую очередь, и объёмы промышленного производства превзошли довоенные уже к 1950 году. Его развитие оставалось стремительным и в дальнейшем — в 1950-е и 1960-е годы объём производства вырос в 6,8 раза; основная часть этого роста пришлась на тяжёлую, прежде всего военную, промышленность, что было обусловлено холодной войной и усиленной подготовкой к возможному прямому военному конфликту с Западом. Производство товаров для населения, которому руководство страны не придавало первостепенного значения, при этом значительно отставало от западного. Экстенсивный рост промышленности обеспечивался перекачкой рабочей силы из деревни, и с исчерпанием этого ресурса темпы роста в СССР упали.

### Цифровая революция
Новый поворот в экономике развитых стран спровоцировал нефтяной кризис 1973 года. Когда арабские страны в 4 раза повысили цены на нефть, это ударило по традиционным областям промышленности. В ответ страны Запада обратились к наукоёмкой промышленности, до этого в основном работавшей на нужды государственных оборонных ведомств. Началась массовая компьютеризация, были разработаны новые материалы, новое поколение бытовых приборов. В США в 1980-е годы рейганомика, выразившаяся в снижении налогов на прибыль и свёртывании части социальных программ, позволила увеличить объёмы промышленного производства почти на треть. Успешность данного экономического курса побудила пойти по нему и страны Западной Европы.

## Промышленная политика

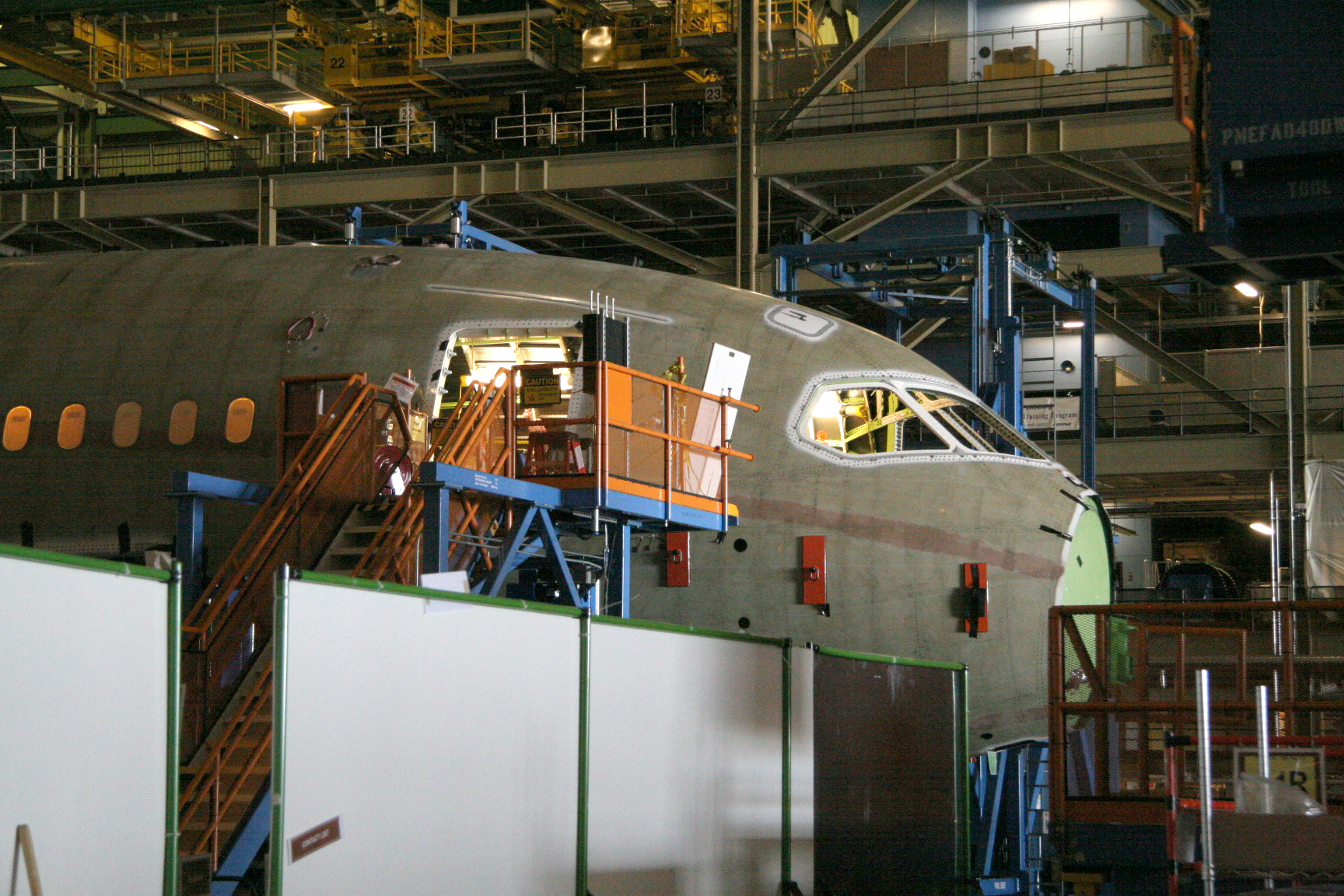
Сборка головной секции самолёта

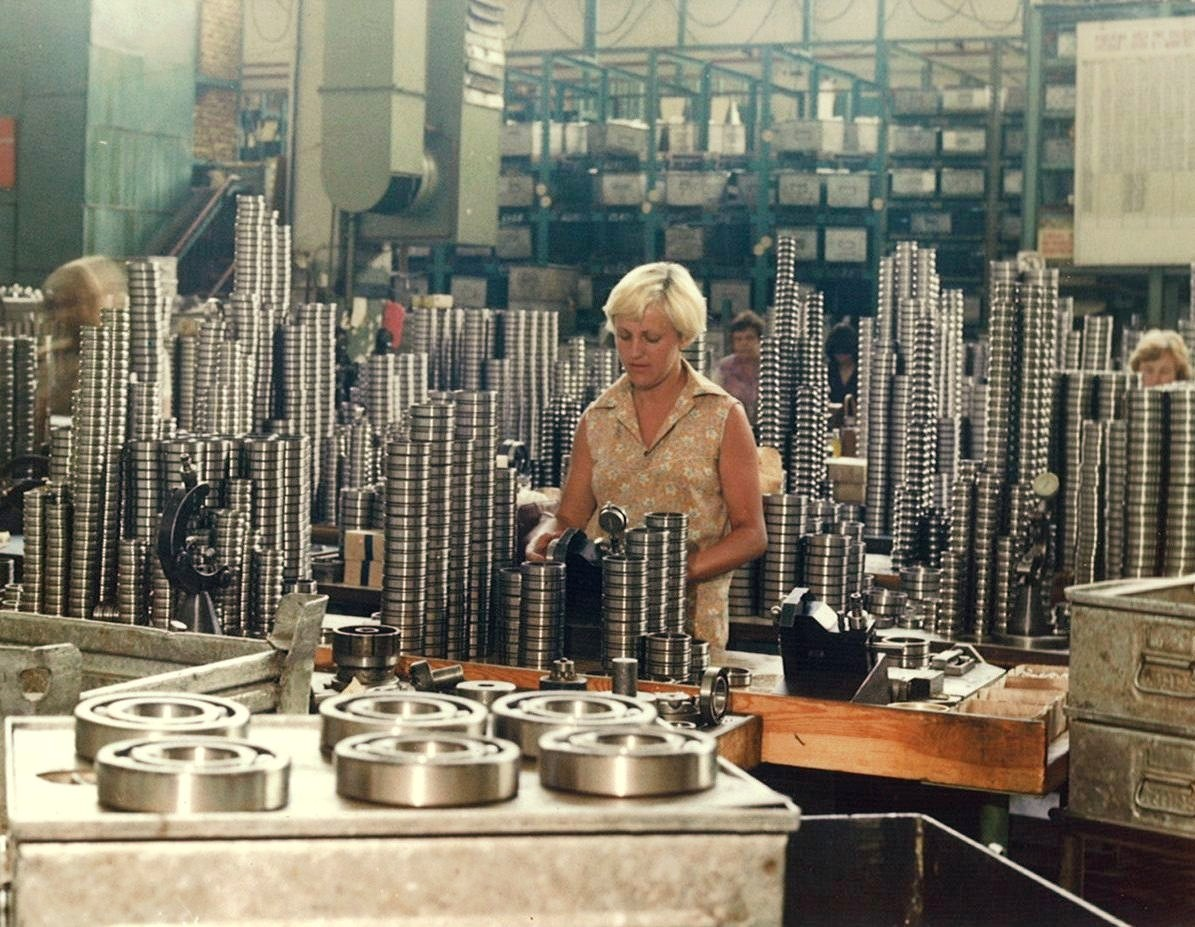
Монтажница за работой

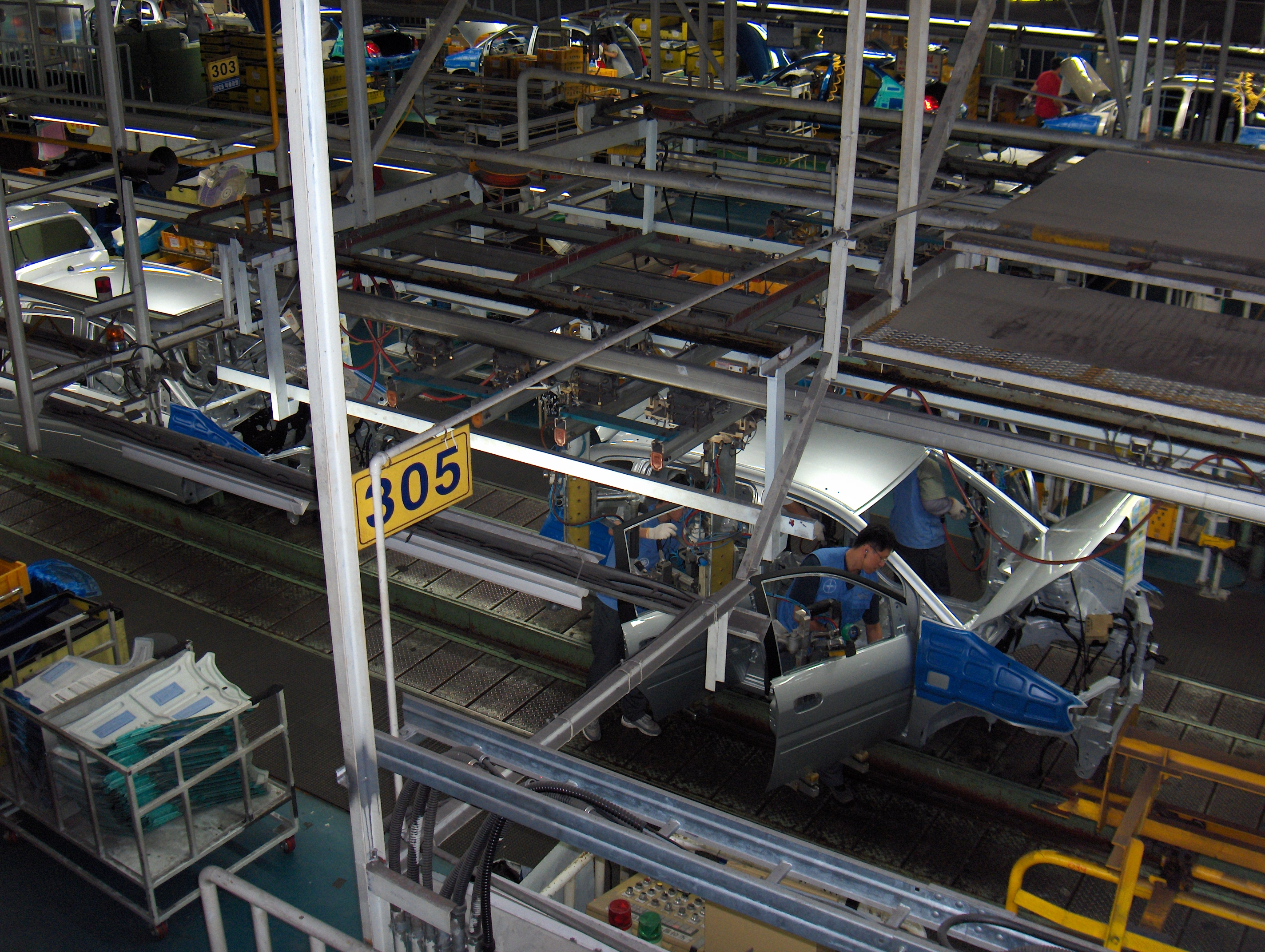
На заводе Хёндай

### Экономика производства
Новые технологии обеспечивают определённый рост производства и занятости в соответствующих отраслях. Это оказывает поддержку национальной инфраструктуре и обороноспособности. Но с другой стороны, большинство производств может привести к значительным социальным и экологическим проблемам. Чистые расходы на опасные отходы, например, могут перевесить преимущества полученного продукта. Опасные материалы могут привести к рискам для здоровья работников.
Современные производства несут значительные расходы, чтобы повысить эффективность, сократить отходы, в том числе за счет комплексного использования сырья, устранить или хотя бы ограничить влияние вредных химических веществ.
Важное влияние на производство имеют юридические аспекты. Страны регулируют производственную деятельность трудовым правом и экологической политикой. По всему миру, производители становятся объектом административного регулирования и налогообложения за загрязнение, чтобы компенсировать экологический ущерб от производственной деятельности. Профсоюзы играли историческую роль в переговорах работников о правах и заработной плате. Сейчас значительную роль здесь играют законы по защите труда. Ответственность и обязательства по закону накладывают дополнительные затраты на производство. Это стимулирует переток производственного капитала развивающихся, где такие расходы существенно ниже или вообще отсутствуют. Исследование показывает, что в период между 2000 и 2007 годами в США исчезло вообще 3,2 миллиона рабочих мест (это каждое шестое) в производственной сфере. Между тем Индия по индексу легкости ведения бизнеса в период 2016—2018 годов продвинулась со 130 на 77 место.

### Производство и инвестиции
Исследования и анализ тенденций и проблем в сфере производства и инвестиций во всем мире сосредоточены на таких вещах:
- природа и источники значительных колебаний и различия между странами в уровнях производства;
- конкурентоспособность;
- привлекательность для прямых инвесторов.

Кроме общего анализа, исследователи изучают особенности и факторы, влияющие на ключевые аспекты развития производства. Они сравнивают уровень производства и инвестиций в разных странах и имеющиеся примеры роста и производительности в отдельных отраслях экономики.

## Производство в разных странах
Список лучших 20 стран — промышленных производителей по данным Всемирного банка.
| Место | Страна/Регион    | Миллионы долларов США | Год  |
| ----- | ---------------- | --------------------- | ---- |
|       | Мир              | 12,308,110            | 2016 |
| 1     | Китай            | 3,590,977             | 2017 |
|       | Европейский Союз | 2,512,108             | 2017 |
| 2     | США              | 2,160,559             | 2016 |
|       | Еврозона         | 1,931,828             | 2017 |
| 3     | Япония           | 1,041,770             | 2016 |
| 4     | Германия         | 759,904               | 2017 |
| 5     | Южная Корея      | 422,065               | 2017 |
| 6     | Индия            | 392,346               | 2017 |
| 7     | Италия           | 284,297               | 2017 |
| 8     | Франция          | 261,831               | 2017 |
| 9     | Великобритания   | 241,354               | 2017 |
| 10    | Индонезия        | 204,726               | 2017 |
| 11    | Бразилия         | 208,735               | 2017 |
| 12    | Мексика          | 196,816               | 2017 |
| 13    | Испания          | 171,317               | 2017 |
| 14    | Россия           | 188,013               | 2017 |
| 15    | Канада           | 175,959               | 2014 |
| 16    | Турция           | 149,038               | 2017 |
| 17    | Швейцария        | 123,184               | 2017 |
| 18    | Таиланд          | 123,220               | 2017 |
| 19    | Ирландия         | 97,967                | 2016 |
| 20    | Нидерланды       | 88,817                | 2017 |